# Liste des motoristes aéronautiques par pays
Cette liste des motoristes aéronautiques par pays énumère les sociétés participant à la construction de moteurs destinés à équiper des aéronefs.

## Allemagne
- A.G.O.
- AGO Flugzeugwerke
- Argus
- Basse und Selve
- Benz
- BMW Flugmotorenbau
- Daimler-Benz
- Göbler-Hirthmotoren
- Junkers (Jumo)
- MTU Aero Engines
- Oberursel
- Siemens-Schuckert Werke

## Autriche
- Rotax

## Belgique
- Safran Aero Boosters

## Canada
- Pratt & Whitney Canada
- De Havilland Canada

## États-Unis
- Allison
- Curtiss-Wright
- Garrett Systems
- General Electrics Aviation
- Honeywell
- Lycoming
- Pratt & Whitney
- Menasco
- Packard
- Continental Motors

## France
- Antoinette
- Buchet
- Burlat Frères
- Caffort Frères
- Clerget-Blin
- Dassault Aviation
- Dewoitine
- Esnault-Pelterie
- Lorraine-Dietrich
- Farman
- Nieuport
- Potez
- Price Induction
- Renault
- Salmson
- Safran Aircraft Engines (Ex Snecma)
- Safran Helicopter Engines (Ex Turbomeca)
- Safran Transmission Systems (Ex Hispano-Suiza)
- SMA Engines
- Wassmer

## Italie
- Alfa Romeo
- Ansaldo
- Avio
- Compagnia Nazionale Aeronautica
- Farina
- Fiat Aviazione
- Isotta Fraschini
- Officine Meccaniche Reggiane
- Piaggio Aero
- Società Piemontese Automobili - SPA

## Japon
- Ishikawajima-Harima Heavy Industries
- Mitsubishi
- Nakajima

## Royaume-Uni
- De Havilland
- Rolls-Royce
- Bristol
- Bentley
- Rolls-Royce Limited
- Napier & Son

## Union soviétique/RussieetUkraine
- Aviadvigatel
- Ivtchenko
- Klimov
- NK Engines Company (en), Ex Kouznetsov
- OKB Moteurs Omsk
- Progress
- NPO Saturn
- Vedeneïev